# 江君大神
江君大神，長江之神、龍神。在中國，河川與湖泊皆有龍神居住，而江君大神即為居住於長江的龍神。

亦有说，长江之神名叫奇相。  《广雅·释天》：“江神谓之奇相。”  “庾仲雍《江记》：‘奇相，帝女也，卒为江神。’” 

## 傳說
惡神，以興水患為脅，要求居住於流域之居民，每年供奉二名妙齡女子。
戰國時期，秦國知名治水名臣李冰赴任蜀郡太守之時，聽聞此事，便躍入長江內，與江君大神大戰。後化身青牛，搏鬥於岸邊，其時，命官屬刺殺北面者，江君大神遂死，自此蜀郡無水患。